# Velocidad de Shenzhen

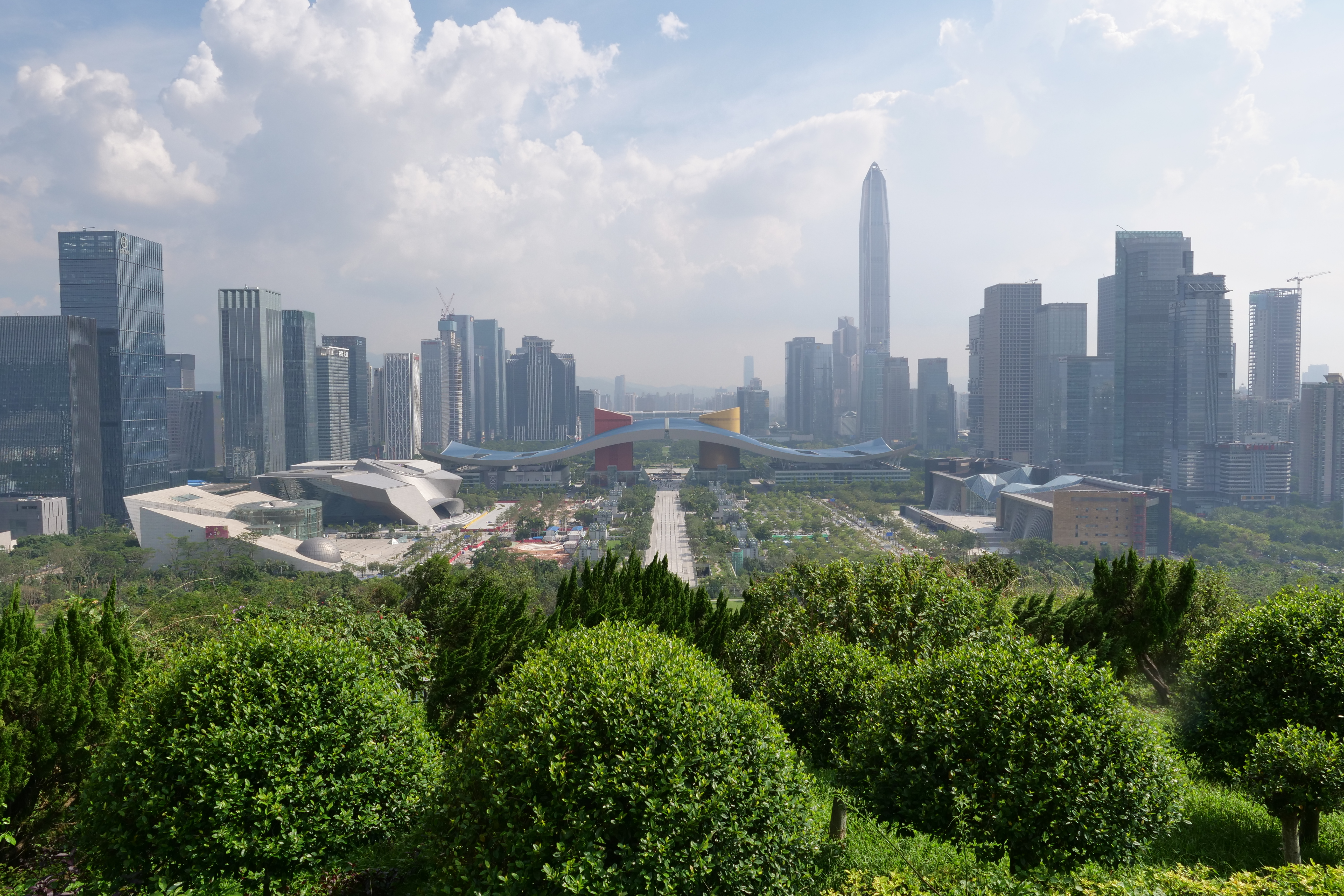
Centro Cívico de Shenzhen

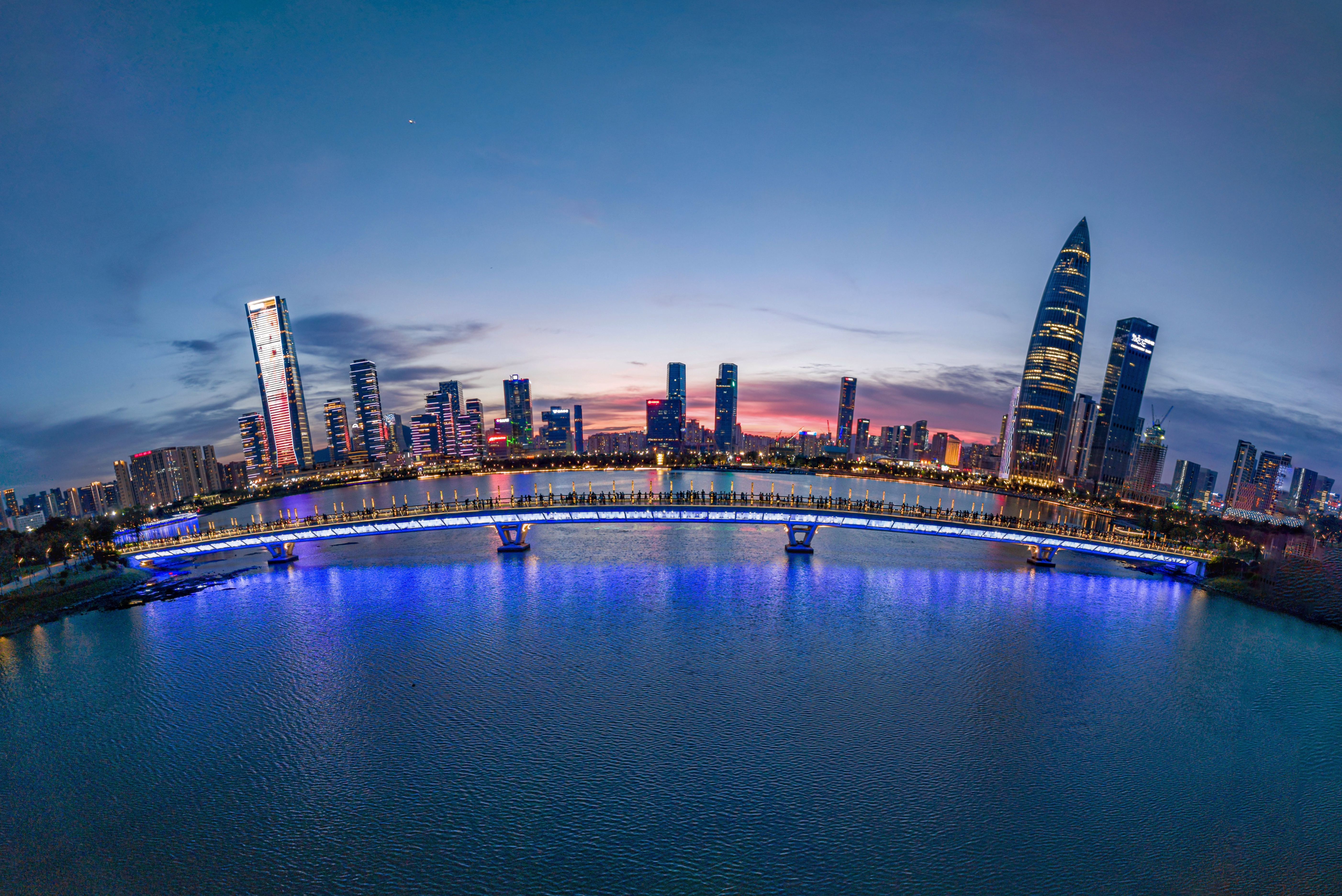
Shenzhen vista desde la bahía homónima

La velocidad de Shenzhen (chino simplificado: 深圳 速度; chino tradicional: 深圳 速度) es un término utilizado originalmente durante las primeras etapas de la reforma económica china para describir la rápida construcción del edificio Guomao en Shenzhen (China). Siendo el edificio más alto de la República Popular China en ese momento, Guomao Building cuenta con un progreso de construcción eficiente en el que la finalización de cada piso tomó solo tres días.

## Historia

### Descripción
El término se ha utilizado para describir el rápido crecimiento de Shenzhen como una de las primeras zonas económicas especiales de China, que ha sido llamada «Silicon Valley de China» y la «Ciudad Instantánea». Desde 1979, Shenzhen ha pasado de ser un pequeño pueblo de pescadores a ser uno de los centros tecnológicos más importantes del mundo con uno de los niveles de ingresos per cápita más altos de China continental.

### Posición del gobierno chino
En 1984 y 1992, Deng Xiaoping, entonces líder supremo de China y «arquitecto jefe de reforma y apertura», realizó visitas de inspección a Shenzhen, respaldando la velocidad de Shenzhen y el modelo de desarrollo de las zonas económicas especiales.